# Alta comedia (programa de televisión)
Alta Comedia fue un ciclo de programas unitarios semanales de 120 minutos en la televisión argentina, a principios de los años 1970, que reunió prestigiosas figuras del teatro y del cine rioplatense en Canal 9 Libertad. Se emitía los sábados a las 22:00 (UTC -3).
Entre 1990 y 1996 se reabrió el ciclo con elencos rotativos.
Fue dirigido por María Herminia Avellaneda, Alejandro Doria, Marta Reguera y Alberto Rinaldi.
Se presentaban adaptaciones de clásicos teatrales de Molière, Arthur Miller, Luigi Pirandello, Fiódor Dostoievski, etc., y obras originales de Alma Bressán, Osvaldo Dragún, Juan Carlos Gené, Jacobo Langsner, Alfredo Lima, Horacio Meyrialle, Abel Santa Cruz y Jorge Luis Suárez.

## 1.ª temporada
Dirección: María Herminia Avellaneda
Adaptación: Juan Carlos Cernadas Lamadrid y Marcia Cerretani
Elenco:
- María Aurelia Bisutti
- Gabriela Gili
- Miguel Jordán

### 1) «Carmelita y los hombres»
Dirección: Alejandro Doria
Original: Edgar Neville
Adaptación: Horacio S. Meyrialle
Elenco:
- Dorita Acosta
- Ana María Campoy
- José Cibrián
- Pepito Cibrián
- Carlos Gros
- Iris Láinez
- Atilio Marinelli
- Susana Monetti
- Eduardo Rudy
- Julia Sandoval
- Mario Sapag
- Norberto Suárez
- Juan Carlos Thorry
- Andrea Yaski

### 2) «Cinco lobitos»
Dirección: Alejandro Doria
Original: Joaquín Álvarez Quinteros y Serafín Álvarez Quinteros
Adaptación: Horacio S. Meyrialle
Elenco:
- Dorita Acosta
- Ana María Campoy
- José Cibrián
- Carlos Gros
- Iris Láinez
- Atilio Marinelli
- Nelly Prono
- María Elena Sagrera
- Julia Sandoval
- Mario Sapag
- Norberto Suárez
- Beatriz Taibo
- Juan Carlos Thorry

### 3) «El ángel azul»
Emitido el 21 de noviembre de 1970
Original: Heinrich Mann
Adaptación: Horacio S. Meyrialle
Elenco:
- Pablo Alarcón
- Jaques Ardnt
- María Del Pilar Botana
- Emilio Comte
- Rodolfo Drago
- Emilio Guevara
- Blanca Lagrotta
- Ricardo Lavie
- Rubén Lecont
- Juan Carlos Lima
- Nélida Lobato
- Teresa Pittaluga
- Raúl Rossi
- Eduardo Rudy
- Amadeo Sáenz Valiente
- Norberto Suárez
- Enrique Talión
- Myriam Van Wessen
- Cristina Wagner

### 4) «El cumpleaños de la señora Capper»
Dirección: Alejandro Doria
Original: Noel Coward
Adaptación: Horacio S Meyrialle
Elenco:
- Dorita Acosta
- Ana María Campoy
- José Cibrián
- Iris Láinez
- Atilio Marinelli
- Eduardo Rudy
- Julia Sandoval
- Mario Sapag
- Beatriz Taibo
- Juan Carlos Thorry

### 5) El príncipe y la corista
Original: Terence Rattigan
Adaptación: Alberto Migré
Elenco:
- Raúl Rossi
- Beatriz Taibo

### 6) El sombrero de tres picos
Original: Pedro Antonio Alarcón
Elenco:
- María de los Ángeles Medrano

### 8) El violinista sobre el tejado
Original: Joseph Stein
Elenco:
- Estela Molly
- Raúl Rossi

### 9)Enrique VIII
Adaptación: Horacio S. Meyrialle

### 11) Ida y vuelta
Dirección: Román Viñoly Barreto
Original: Sholom Aleijem
Elenco:
- María de los Ángeles Medrano

### 12) «Indiscreción de una esposa»
Adaptación: Alfredo Lima

### 13) «La casa sobre el agua»
Adaptación: Alfredo Lima

### 14) La dama del Chez Maxim
Dirección: Carlos Berterreix
Original: George Feydeau
Adaptación: Juan Carlos Thorry
Elenco:
- Romualdo Albas
- Victoria Almeida
- Arnaldo André
- César André
- Emilio Comte
- Mariquita Gallegos
- Carlos Gros
- Raquel Gutiérrez
- Silvia Merlino
- Ofelia Montero
- Elbio Nesier
- Víctor Manso
- Nora Muñoz
- Ignacio Quirós
- Oscar Retrivi
- Buryùa Rey
- Eduardo Rudy
- Mario Sapag
- Elena Strahm
- Juan Carlos Thorry
- Susana Vandi

### 15) La de los ojos color del tiempo
Original: Guy de Chantepleure
Elenco:
- Andrea del Boca

### 16) La doméstica
Emitido el 2 de mayo de 1970
Dirección: Alejandro Doria
Original: Alfonso Paso
Adaptación: Horacio S. Meyrialle
Elenco:
- Dorita Acosta
- Ana María Campoy
- José Cibrián
- Iris Láinez
- Orlando Marconi
- Atilio Marinelli
- Eduardo Rudy
- Julia Sandoval
- Beatriz Taibo
- Juan Carlos Thorry

### 17) La familia Manso
Dirección: Alejandro Doria
Original: Benito Pérez Galdós
Elenco:
- María de los Ángeles Medrano

### 18) La malvada
Original: Mary Orr
Elenco:
- María Concepción César

### 19) La mujer del domingo
Original: Ted Willis
Elenco:
- Emilio Comte
- Fernando Labat
- Rosa Rosen
- Alma Vélez

### 20) La tierra grita
Libro: Horacio S. Meyrialle
Elenco:
- Jorge Barreiro
- Rodolfo Bebán
- Irma Roy

### 21) La vida de Emile Zolá
Adaptación: Horacio S. Meyrialle

### 22)La vida que te di
Libro: Luigi Pirandello
Elenco:
- Alfredo Duarte
- María Rosa Gallo
- Rosa Rosen
- Perla Santalla

### 23)Lisandro de la Torre
Adaptación: Horacio S. Meyrialle

### 24) Lluvia
Libro: William Somerset Maugham
Elenco:
- Rodolfo Brindisi
- Carlos Estrada
- Zulma Faiad
- Ariel Keller
- Reina Reech
- Enrique Talión

### 25)Los miserables
Emitido el 13 de junio de 1970
Dirección: Martín Clutet
Original: Víctor Hugo
Adaptación: Horacio S. Meyrialle
Elenco:
- Oscar Ferrigno
- Estela Molly
- Carlos Muñoz (1924-1992).
- Matilde Mur
- Cristina Murta
- Raúl Rossi
- Julia Sandoval
- Mario Sapag
- Norberto Suárez
- Enrique Talión
- María Vaner

### 26) Los muertos
Emitido el 15 de agosto de 1970
Dirección: Alberto Rinaldi
Original: Florencio Sánchez
Adaptación: Horacio S. Meyrialle
Elenco:
- Osvaldo Brandi
- Luisina Brando
- María Concepción César
- Milagros De La Vega
- Claudio García Satur
- Beto Gianola
- Emilio Guevara
- Narciso Ibáñez Menta
- Claudio Levrino
- Juan José Paladino
- Javier Portales

### 27) Los sueños en el desván
Dirección: Alejandro Doria
Libro: Renato Castellani y Adriana Chiaramonti
Adaptación: Alfredo Lima
Elenco:
- Rodolfo Bebán
- Graciela Borges
- Alicia Bruzzo
- Graciela Dufau
- Oscar Ferrigno
- Emilio Guevara
- Daniel Lago
- Lydia Lamaison
- Mario Morets
- Eduardo Nobili
- Nelly Prono
- Néstor Hugo Rivas
- Francisco Rullán
- Amadeo Sáenz Valiente
- Víctor Hugo Vieyra

### 28) Mademoiselle
Adaptación: Alfredo Lima

### 29) Manón
Dirección: Martín Clutet
Adaptación: Horacio S. Meyrialle
Elenco:
- Thelma Biral
- Lucio Deval
- María Rosa Gallo
- Fernando Heredia
- Miguel Ligero
- Patricia Scaliter

### 30) Mi marido hoy duerme en casa
Emitido el 12 de septiembre de 1970
Dirección: Alejandro Doria
Libro: Abel Santa Cruz

### 31)Nostradamus
Libro: Horacio S. Meyrialle
Elenco:
- Mónica Alessandria
- Alejandro Anderson
- Gabriel Ávalos
- Federico Campos
- Patricia Castell
- Juan Carlos Dorrego
- Rodolfo Drago
- Néstor Ducho
- Carlos Gros
- Guillermo Hebling
- Fernando Heredia
- Daniel Lago
- Iris Láinez
- José María Langlais
- María de los Ángeles Medrano
- Miguel Moyano
- Pacheco Fernández
- Jorge Peroni
- Osvaldo Retrivi
- Néstor Hugo Rivas
- Raúl Rossi
- Irma Roy
- Gustavo Russo
- Abel Sáenz Buhr
- Amadeo Sáenz Valiente
- Elisa Stella
- Enrique Talión
- Nancy Tuñón
- Carlos Usaí
- María Vaner
- Víctor Hugo Vieyra

### 32) Nunca mates con caviar
Emitido el 9 de mayo de 1970
Dirección: Carlos Berterreix
Original: José De Thomas
Adaptación: Horacio S. Meyrialle
Elenco:
- Ana María Campoy
- José Cibrián
- Carlos Gros
- Iris Láinez
- Atilio Marinelli
- Eduardo Rudy
- Julia Sandoval
- Beatriz Taibo
- Juan Carlos Thorry

### 33)Rasputín
Elenco:
- María Vaner
- Raúl Rossi

### 34) Robo a mano armada
Libro: Ladislao Fodor
Adaptación: Horacio S. Meyrialle
Elenco:
- Dorita Acosta
- Ana María Campoy
- José Cibrián
- Iris Láinez
- Orlando Marconi
- Atilio Marinelli
- Eduardo Rudy
- Julia Sandoval
- Beatriz Taibo
- Juan Carlos Thorry

### 35) ¡Qué bello es vivir!
Adaptación: Horacio S. Meyrialle

### 36) ¿Quién mató a Teresa Raquin?
Original: Emile Zola
Elenco:
- Zulma Faiad

### 37) Se vende departamento con jardín
Original: Pierre Barillet y Jean-Pierre Gredy
Elenco:
- Ana María Campoy

### 38) Todo el año es Navidad
Emitido el 19 de diciembre de 1970
Dirección: Alejandro Doria
Libro: Horacio S. Meyrialle
Elenco:
- Andrea del Boca
- Raúl Rossi

### 39) Véndame su hijo
Dirección: Alejandro Doria
Libro: Jacobo Langsner
Elenco:
- Irma Roy
- Olga Zubarry

### Años de amor y coraje
Teleteatro diario de 30 min
Dirección: Martín Clutet
Libro: Gerardo Galván
Elenco:
- Eduardo Ayala
- Marita Bataglia
- Marta Bianchi
- María Aurelia Bisutti
- Juan Carlos Dual
- Néstor Duccó
- Oscar Ferrigno
- Celia Juárez
- Angélica López Gamio
- Ricardo Morán
- Carlos Muñoz (1924-1992).
- Virginia Romay
- María Elina Ruás
- Luisa Ruiz
- Gloria Ugarte
- Andrea Yasky

## Hitos del primer ciclo (1971-1972)
Cinco minutos después
- Rodolfo Beban
- Thelma Biral

Crimen y castigo
- Alfredo Alcón
- Milagros de la Vega
- Antonio Grimau
- Leonor Manso
- Hedy Crilla

El tobogán
- Narciso Ibáñez Menta (padre).
- China Zorrilla (Rosa).
- Pepe Soriano (José).
- Alberto Argibay (Jorge).
- Inda Ledesma (Ema).
- Beto Gianola (Bernardo).
- María de los Ángeles Medrano (Sonia).
- Emilio Disi (Héctor).

Rito de Adviento
- Pepe Soriano
- Federico Luppi
- Juan Carlos Gené
- Alfredo Iglesias
- Carlos Gross
- Roberto Escalada
- Susana Lanteri
- Onofre Lovero

El avaro
- Narciso Ibáñez Menta (Harpagón).
- Luisina Brando (Elisa).
- Alberto Argibay (Oirante).
- Hilda Bernard (Fosina).
- Claudio Levrino (Marcelo).
- Dorys Del Valle (Mariana).
- Emilio Disi (Flecha).
- Pedro Aleandro
- Enrique Talión (Simón).

Esperando la carroza
- China Zorrilla
- Pepe Soriano
- Dora Baret
- Raúl Rossi
- Alberto Argibay
- Lita Soriano
- María de los Ángeles Medrano
- Pablo Alarcón
- Hedy Crilla

Cumbres borrascosas
- Arturo Puig
- María de los Ángeles Medrano
- Sebastián Vilar
- Hilda Bernard
- Leonor Galindo

Todo sea para bien
- Narciso Ibáñez Menta
- María Vaner
- Eduardo Rudy
- Dora Baret

Un sombrero lleno de lluvia
- Norberto Suárez
- Silvia Montanari
- Pepe Soriano
- Alicia Bruzzo
- Oscar Ferrigno
- Luis Brandoni

Muerte civil
- Narciso Ibáñez Menta (Conrado).
- Walter Vidarte (Fernando).
- Beatriz Día Quiroga (Rosalía).
- María de los Ángeles Medrano (Emma).
- Nathán Pinzón (guardián).
- Lucio Deval (Gaetano).
- Luis Corradi (sacerdote).

Pelo de zanahoria
- Ana María Picchio
- Ignacio Quirós
- María Rosa Gallo
- María Vaner
- Enrique Kossi

El ángel desnudo
- Lautaro Murúa
- María de los Ángeles Medrano
- Carlos Estrada
- Pablo Alarcón
- Alicia Berdaxagar

El ángel de la muerte
- Narciso Ibáñez Menta (La Sombra / Kirke / Muerte).
- María Vaner (Aída).
- Pepe Soriano (Duque).
- Dora Baret (Gracia).
- Guillermo Helbling (Príncipe).
- Claudio Levrino (Conrado).
- Rodolfo Onetto (Cesareo).
- Virginia Romay (Princesa).
- Carlos Gross (Fidel).
- Bettina Hudson (Ana).
- Leonor Manso (Luciana).

El gorro de cascabeles
- Narciso Ibáñez Menta
- Raúl Rossi
- Cipe Lincovsky
- Hilda Bernard
- Elizabeth Killian
- Emilio Comte
- Oscar Bazán

Véndame su hijo
- Olga Zubarry
- Rodolfo Salerno
- Irma Roy
- Raúl Aubel
- Erika Wallner
- Beto Gianola

Todos eran mis hijos
- Olga Zubarry
- Eduardo Rudy
- Alicia Bruzzo
- Víctor Laplace
- Silvia Merlino
- Emilio Comte
- Alberto Argibay

El amante complaciente
- Federico Luppi
- Luisina Brando
- Raúl Rossi
- Irma Roy
- Lydia Lamaison
- Aldo Barbero

El hombre más feo del mundo
- Eduardo Rudy
- Elizabeth Killian
- Guillermo Murray
- Leonor Manso
- Walter Vidarte

Lluvia
- Nélida Lobato
- Alberto Argibay
- Pepe Soriano
- Ricardo Lavié
- Alicia Berdaxagar

Lola montes
- Libertad Leblanc

Único otoño
- Duilio Marzio
- Thelma Biral
- Alberto Argibay
- Dora Baret

Fedra
- Nélida Lobato

Naná
- Libertad Leblanc

Landrú
- Pepe Soriano
- Amelia Bence
- Luisa Vehil
- Alicia Berdaxagar
- María Vaner
- Soledad Silveyra
- Enrique Talión
- Nélida Lobato

Nostradamus
- Raúl Rossi
- María Vaner
- José María Langlais
- Irma Roy
- Fernando Heredia
- Iris Láinez

## Hitos del segundo ciclo (1990-1996)
La hija del relojero
Obra de Jorge Luis Suárez
- Alicia Bruzzo
- Raúl Aubel
- Marcos Zucker
- Gabriela Perets

Un amor como ninguno
Obra de Alma Bressán y Jorge Luis Suárez
- Patricia Palmer
- Elcira Olivera Garcés
- Lorena Bredeston
- Pachi Armas

Y se quedarán los pájaros cantando
Obra de Alma Bressán y Jorge Luis Suárez
- Pablo Rago
- Patricia Palmer
- María Ibarreta
- Karina Buzeki
- Tincho Zabala

Lo que no nos dijimos
Obra de Alma Bressán y Jorge Luis Suárez
- Betiana Blum
- Antonio Grimau
- Adriana Salonia
- Silvia Merlino
- Pablo Novak
- Pepe Monje
- Beatriz Día Quiroga

El amor después de la muerte
Obra de Roberto Quirno
- Alicia Bruzzo
- Arturo Bonín
- Inda Ledesma
- Aída Luz
- Elcira Olivera Garcés

Esa vieja nostalgia
Obra de Alma Bressán y Jorge Luis Suárez
- Nora Cárpena
- Juan Carlos Dual
- Carolina Papaleo
- Diego Olivera
- Alfonso De Grazia

Un solitario corazón
Obra de Alma Bressán y Jorge Luis Suárez
- Arturo Bonín
- Ana María Picchio
- Andrea Bonelli
- Pepe Monje
- Antonio Grimau

Lejos de mamá
Obra de Alma Bressán y Jorge Luis Suárez
- Nora Cárpena
- Virginia Innocenti
- Gustavo Garzón
- Elena Tasisto
- Héctor Gióvone

Fuerte como la muerte
Obra de Alma Bressán y Jorge Luis Suárez
- Pablo Rago
- Leticia Brédice
- Antonio Grimau
- Lita Soriano
- Lucas Rebolini

La baronesa de los aromos
- Alicia Bruzzo

Una mujer inolvidable
- Virginia Lago (Verónica/Letizia).
- Arturo Bonín

Como rama seca
- Virginia Lago (Leonora).
- Daniel Fanego
- Raúl Rizzo
- Nelly Prono
- Nya Quesada
- Alfredo Iglesias
- Lilian Valmar
- Adriana Salonia
- Rubén Ballester
- Marta Albertini
- Daniel Lemes
- Camila Brandoni
- Osvaldo Tesser

Mamiña
- Virginia Lago (Pilar Mondoñedo).
- Jorge Marrale
- Carolina Fal
- Mario Alarcón
- Ingrid Pelicori
- Graciela Araujo
- Pablo Gióvine
- Delfy de Ortega
- Daniel Figueiredo

Dirección: María Herminia Avellaneda
Las cajas de zapatos
- Virginia Lago (Susana).
- Jorge Mayorano
- Elizabeth Killian
- Nya Quesada
- Pablo Iemma
- Karina Buzeki
- Marisel Antonione

Los cuentos que mamá me contaba
Dirección: María Herminia Avellaneda
- Virginia Lago (Alejandra Reinoso).
- Germán Kraus
- Alicia Berdaxagar
- Héctor Calori
- Rodolfo Machado
- María José Demare
- Mario Alarcón

La tía Chela
Dirección: María Herminia Avellaneda
- Virginia Lago
- Gustavo Ferrari
- Belén Blanco
- René Bertrand
- Rodolfo Machado

Las tres hermanas
Obra de Antón Chéjov
- Pablo Alarcón
- Virginia Lago
- Rita Terranova
- Alejandra Darín
- María Ibarreta
- Gustavo Ferrari
- Noelia Noto
- Luis Luque

Historias de Navidad
- Alicia Zanca
- Juan Leyrado
- Virginia Lago
- Germán Kraus
- Amelia Bence
- Arturo Bonín
- Betiana Blum
- Elena Tasisto
- Carolina Fal
- Walter Quiroz
- Jorge Marrale
- Selva Alemán
- Alicia Bruzzo
- Antonio Grimau
- Ulises Dumont

Germán y Patricia
Dirección: Jorge Palas
- Héctor Bidonde
- Cecilia Maresca
- Germán Palacios
- Carolina Fal
- Marisa Carreras
- Victoria de la Rúa

La conquista
- Rodolfo Bebán
- Luisa Calcumil
- Julia von Grolman

Hoy digo basta
Obra de Juan Carlos Cernadas Lamadrid
- Selva Alemán
- Víctor Laplace
- Fabián Vena
- Villanueva Cosse
- Dora Prince
- Osvaldo Bonet
- Mario Alarcón
- Jorge Suárez
- Celina Font
- María Pía Galiano

La marca del orillo
Obra de Jorge Cavanet
- María Aurelia Bisutti
- Raúl Aubel
- Susana Ortiz
- Pachi Armas
- Magalí Moro
- Celia Juárez
- Pablo Echarri
- Adriana Gardiazábal

La salud de los enfermos
Obra de Julio Cortázar
- China Zorrilla
- Jorge Marrale
- Nelly Prono
- Mónica Villa
- Nancy Dupláa